# Jon Sníh
Jon Sníh (anglicky Jon Snow) je fiktivní postava z knižní ságy Píseň ledu a ohně spisovatele George R. R. Martina. V televizní adaptaci, seriálu Hra o trůny, jej ztvárnil herec Kit Harington. Je jednou z hlavních postav a v knize jedním z hlavních vypravěčů.

## Knižní sága

### Hra o trůny
Jon Sníh se narodil v roce 283 AL (po Aegonově vylodění) Eddardu Starkovi a neznámé ženě při Robertově rebelii. Příjmení Sníh dostávají všechny nemanželské děti ze Severu Západozemí. Při nalezení zlovlčích štěňat přemluví svého otce, ať je nezabíjí, ale rozdělí je mezi své děti. Tak přijde k čistě bílému zlovlku, kterého pojmenuje Duch. Nenávist nevlastní matky, Catelyn Stark, je jeden z hlavních důvodů, proč se Jon vydává se svým strýcem Benjenem Starkem na Zeď, přidat se k Noční hlídce. Ostatní bratři z hlídky ho nejprve nesnáší, ale nakonec si získá respekt. Velmi se spřátelí s tlustým hochem Samem (Samwell Tarly), protože jsou si podobní. Když se k němu donese zpráva o smrti jeho otce, Jon chce odjet, ale to by pro něj znamenalo smrt. Nakonec se spolu s ostatními muži hlídky vydává za Zeď, aby zjistili, co se zde děje.

### Střet králů
Po několika dobrodružstvích se Jon přidává k Divokým, aby o nich něco mohl zjistit.

### Bouře mečů
U Divokých se zamiluje do dívky Ygritte a dokonce se setkává s jejich vůdcem Mancem Nájezdníkem. Je vybrán jako člen komanda, které jde zničit Černý hrad. Dezertuje však zpět k Noční hlídce. Ta s Jonovou pomocí a s nečekanou posilou v podobě armády Stannise Baratheona Divoké poráží. Jon je v závěru knihy zvolen lordem velitelem.

### Hostina pro vrány
V této knize Jon vystupuje pouze na začátku, kdy posílá Sama a mistra Aemona do Citadely.

### Tanec s draky
Jon pořád spolupracuje se Stannisem. Snaží se pomoci i Divokým. Po nějaké době se rozhodne spojit hlídku s Divokými a sám chce vyrazit proti Ramsayovi Boltonovi, který drží jeho bratra Rickona Starka a tvrdí, že zabil Stannise. Jenže když se Jon rozhodne vyrazit, je pobodán muži Noční hlídky, kteří s ním nesouhlasí.

## Televizní adaptace

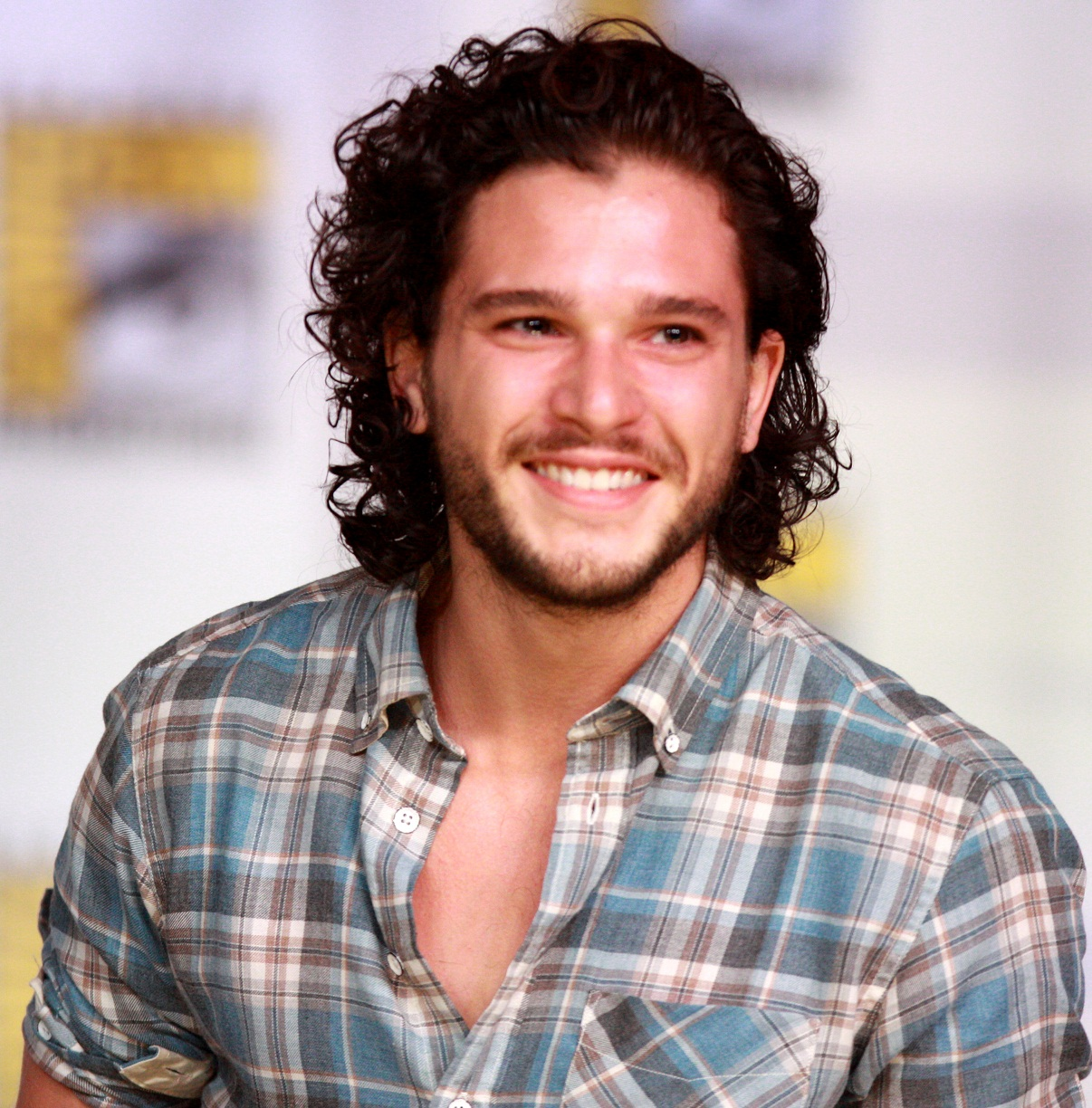
Kit Harington (2013), představitel Jona Sněha v televizním seriálu

Osudy seriálového Jona Sněha jsou velmi podobné knižní předloze a pokračují dále. Pátá série seriálu končí scénou, kdy je Jon Sníh zabit bratry z Noční hlídky, kteří nesouhlasí s jeho spojenectvím s Divokými. V šesté sérii je oživen rudou kněžkou Mellisandrou, opustí Noční hlídku, spolu se sestrou Sansou získá spojence a porazí rod Boltonů, získá zpět Zimohrad a je svými vazaly prohlášen králem Severu, podobně jako předtím jeho bratr Robb. Bran Stark mezitím zjistí, že Jon není synem Eddarda Starka, ale jeho sestry Lyanny a Rhaegara Targaryena. V sedmé sérii se Jon Sníh vypraví na Dračí kámen za Daenerys Targaryen a podaří se mu ji přesvědčit, že jejich společným nepřítelem jsou Bílí chodci na Severu, zároveň Daenerys přijme jako svou královnu, což předtím odmítal. Společně se pokusí vyjednat příměří s Lannistery a poté se odeberou zpět na Sever, mezitím se také intimně sblíží. Bran Stark a Samwell Tarly se setkají na Zimohradu a zjistí, že Jon není nemanželský, ale manželský syn Lyanny a Rhaegara, jeho pravé jméno je Aegon Targaryen a je dědicem Železného trůnu. Nicméně králem se nestane, neboť je po zabití Daenerys Targaryen, se kterou předtím porazili Nočního krále a zlikvidovali hrozbu zničení světa, nucen odejít do vyhnanství za Zeď.